# 1862
| [ Edytuj tabelę ]                         | |
| Król Polski (tytularny)                   | - 1855 Aleksander II Romanow 1881 |
| Emir Afganistanu                          | - 1842 Dost Mohammad Chan 1863 |
| Współksiążęta Andory                      | - 1853 Josep Caixal i Estradé 1879 - 1848 Karol Ludwik Napoleon Bonaparte 1870 |
| Prezydent Argentyny                       | - 1862 gen. Bartolomé Mitre 1868 |
| Cesarz Austrii                            | - 1848 Franciszek Józef I 1916 |
| Król Bawarii                              | - 1848 Maksymilian II 1864 |
| Król Belgów                               | - 1831 Leopold I 1865 |
| Premier Belgii                            | - 1857 Charles Rogier 1868 |
| Prezydent Boliwii                         | - 1861 José María de Achá 1864 |
| Cesarz Brazylii                           | - 1831 Pedro II 1889 |
| Sułtan Brunei                             | - 1852 Abdul Momin 1885 |
| Prezydent Chile                           | - 1861 José Joaquín Pérez 1871 |
| Cesarz Chin                               | - 1861 Tongzhi 1875 |
| Król Czech                                | - 1848 Franciszek Józef I 1916 |
| Król Danii                                | - 1848 Fryderyk VII 1863 |
| Premier Danii                             | - 1859 Carl Edvard Rotwitt 1863 |
| Dalajlama                                 | - 1857 Trinlej Gjaco 1875 |
| Władca Egiptu                             | - 1854 Sa’id Pasza 1863 |
| Premier Egiptu                            | - 1861 Zulfikar Pasza 1864 |
| Prezydent Ekwadoru                        | - 1859 Gabriel García Moreno 1865 |
| Cesarz Etiopii                            | - 1855 Teodor II 1868 |
| Cesarz Francuzów                          | - 1852 Napoleon III 1870 |
| Król Grecji                               | - 1831 Otton I 1862 |
| Prezydent Gwatemali                       | - 1851 Rafael Carrera y Turcios 1865 |
| Prezydent Haiti                           | - 1859 Fabre Geffrard 1867 |
| Król Hawajów                              | - 1854 Kamehameha IV 1863 |
| Król Hiszpanii                            | - 1833 Izabela II 1868 |
| Król Holandii                             | - 1849 Wilhelm III 1890 |
| Premier Holandii                          | - 1861 Schelto van Heemstra 1862 - 1862 Johan Rudolph Thorbecke 1866 |
| Prezydent Hondurasu                       | - 1856 José Santos Guardiola Bustillo 1862 - 1862 José Francisco Montes Fonseca (p.o.) 1862 - 1862 Victoriano Castellanos Cortés (p.o.) 1862 - 1862 José Francisco Montes Fonseca (p.o.) 1863 |
| Szach Iranu                               | - 1848 Naser ad-Din Szah 1896 |
| Król Irlandii                             | - 1837 Wiktoria Hanowerska 1901 |
| Cesarz Japonii                            | - 1846 Kōmei 1866 |
| Kalif                                     | - 1861 Abdülaziz 1876 |
| Emir Kataru                               | - 1847 Muhammad ibn Sani 1878 |
| Prezydent Kolumbii                        | - 1862 gen. Tomás Cipriano de Mosquera 1863 |
| Patriarcha Konstantynopola                | - 1860 Joachim II 1863 |
| Prezydent Kostaryki                       | - 1859 José María Montealegre Fernández 1863 |
| Emir Kuwejtu                              | - 1859 Sabah II 1866 |
| Prezydent Liberii                         | - 1856 Stephen Allen Benson 1864 |
| Książę Liechtensteinu                     | - 1858 Jan II Dobry 1929 |
| Wielki książę Luksemburga                 | - 1849 Wilhelm III 1890 |
| Premier Luksemburga                       | - 1860 Baron de Tornaco 1867 |
| Sułtan Maroka                             | - 1859 Muhammad IV 1873 |
| Prezydent Meksyku                         | - 1861 Benito Juárez 1863 |
| Książę Monako                             | - 1856 Karol III 1889 |
| Król Nawarry                              | - 1848 Napoleon I 1870 |
| Król Nepalu                               | - 1847 Surendra 1881 |
| Premier Nepalu                            | - 1857 Jang Bahadur Rana 1877 |
| Prezydent Nikaragui                       | - 1857 Tomás Martínez 1867 |
| Król Norwegii                             | - 1859 Karol IV 1872 |
| Premier Nowej Zelandii                    | - 1861 William Fox 1862 - 1862 Alfred Domett 1863 |
| Sułtan Omanu                              | - 1856 Suwajni ibn Sa’id 1866 |
| Papież                                    | - 1846 Pius IX 1878 |
| Prezydent Paragwaju                       | - 1844 Carlos Antonio López 1862 - 1862 Francisco Solano López 1870 |
| Prezydent Peru                            | - 1855 Ramón Castilla 1862 |
| Król Portugalii                           | - 1861 Ludwik 1889 |
| Król Prus                                 | - 1861 Wilhelm I 1888 |
| Car Rosji                                 | - 1855 Aleksander II 1881 |
| Książę Rumunii                            | - 1859 Aleksander Jan Cuza 1866 |
| Premier Rumunii                           | - 1862 Barbu Catargiu 1862 - 1862 Nicolae Crețulescu 1863 |
| Król Saksonii                             | - 1854 Jan Wettyn 1873 |
| Prezydent Salwadoru                       | - 1860 Gerardo Barrios 1863 |
| Kapitanowie Regenci San Marino            | - 1861 Melchiorre Filippi Domenico Fattori 1862 - 1862 Innocenzo Bonelli Gaetano Simoncini 1862 - 1862 Francesco Guidi Giangi Pietro Tonnini 1863                                             |
| Książę Serbii                             | - 1860 Michał Obrenowić 1868 |
| Prezydent Skonfederowanych Stanów Ameryki | - 1861 Jefferson Davis 1865 |
| Prezydent Szwajcarii                      | - 1862 Jakob Stämpfli 1862 |
| Król Szwecji                              | - 1859 Karol XV 1872 |
| Król Tajlandii                            | - 1851 Mongkut 1868 |
| Sułtan Turków                             | - 1861 Abdülaziz 1876 |
| Prezydent Urugwaju                        | - 1860 Bernardo Berro 1864 |
| Prezydent USA                             | - 1861 Abraham Lincoln 1865 |
| Prezydent Wenezueli                       | - 1861 José Antonio Páez 1863 |
| Król Węgier                               | - 1848 Franciszek Józef I 1916 |
| Monarcha Wielkiej Brytanii                | - 1837 Wiktoria 1901 |
| Premier Wielkiej Brytanii                 | - 1859 Henry Temple 1865 |
| Cesarz Wietnamu                           | - 1847 Tự Đức 1883 |
| Król Włoch                                | - 1861 Wiktor Emanuel II 1878 |

Rok 1862 / MDCCCLXII
stulecia: XVIII wiek ~
XIX wiek ~
XX wiek

dziesięciolecia:
1830–1839 •
1840–1849 •
1850–1859 •
1860–1869
• 1870–1879
• 1880–1889
• 1890–1899

lata: 1852 «
1857 «
1858 «
1859 «
1860 «
1861 «
1862
» 1863
» 1864
» 1865
» 1866
» 1867
» 1872

## Wydarzenia w Polsce
- 7 marca – w Teatrze Skarbkowskim we Lwowie wystawiono po raz pierwszy tragedię Balladyna Juliusza Słowackiego.
- 5 kwietnia – w Krakowie ukazało się pierwsze wydanie czasopisma Przegląd Lekarski.
- 20 maja – założono Muzeum Narodowe w Warszawie.
- 15 czerwca – ukraiński rewolucjonista Andrij Potebnia dokonał w Ogrodzie Saskim w Warszawie zamachu na namiestnika Królestwa Polskiego Aleksandra Lüdersa, ciężko go raniąc.
- 3 lipca – nieudany zamach na wielkiego księcia Konstantego.
- 5 sierpnia – na świat przychodzi Czcigodny Sługa Boży o. Melchior Fordon.
- 14 sierpnia – na skutek zadenuncjowania przez Polaka Alfa Wrześniowskiego został aresztowany Jarosław Dąbrowski, jeden z przywódców Stronnictwa Czerwonych przygotowujący plan wybuchu powstania antyrosyjskiego.
- 25 listopada – rektor Józef Mianowski wygłosił mowę inauguracyjną w nowo założonej Szkole Głównej.
- 4 grudnia – uruchomiono połączenie kolejowe Prus z Rosją z Bydgoszczy do Łowicza. Otwarto przejście graniczne Otłoczyn – Aleksandrowo (dzisiaj miasto Aleksandrów Kujawski). Nowy szlak handlowy oficjalnie nazwano Drogą Żelazną Warszawsko-Bydgoską.
- 15 grudnia – otwarto Kolej Warszawsko-Petersburską.
- 16 grudnia – otwarto szerokotorową (prześwit: 1524 mm), 2-torową linię kolejową Zielonka-Kuźnica Białostocka o długości 220 km.

- Otwarcie synagogi postępowej tzw. Tempel przy ul. Miodowej w Krakowie. Nabożeństwom przewodzili kaznodzieje o wykształceniu akademickim, przemawiający po polsku lub niemiecku.

## Wydarzenia na świecie
- Styczeń – Austria wprowadziła u siebie Powszechny Niemiecki Kodeks Handlowy.
- 24 stycznia – Bukareszt został proklamowany stolicą Rumunii.
- 31 stycznia – amerykański astronom Alvan Graham Clark odkrył białego karła Syriusza B, towarzysza najjaśniejszej gwiazdy ziemskiego nieba Syriusza.
- 5 lutego – Mołdawia i Wołoszczyzna zostały formalnie połączone i utworzyły Rumunię.
- 6 lutego – wojna secesyjna: zwycięstwo wojsk Unii w bitwie o Fort Henry.
- 16 lutego – wojna secesyjna: zwycięstwem wojsk Unii zakończyła się bitwa o Fort Donelson.
- 21 lutego – wojna secesyjna: zwycięstwo konfederatów w bitwie pod Valverde.
- 22 lutego – wejście w życie konstytucji Skonfederowanych Stanów Ameryki oraz zaprzysiężenie Jeffersona Davisa, jedynego prezydenta tego państwa.
- 6 marca:
  - wojna secesyjna: rozpoczęła się bitwa pod Pea Ridge.
  - spłonął zamek Alcázar w hiszpańskiej Segowii.
- 8 marca:
  - wojna secesyjna: rozpoczęła się bitwa w zatoce Hampton Roads, gdzie pierwszy raz w historii doszło do starcia okrętów pancernych.
  - wojna secesyjna: zwycięstwo wojsk Unii w bitwie pod Pea Ridge.
- 8-9 marca – wojna secesyjna: taktyczne zwycięstwo konfederatów w bitwie w zatoce Hampton Roads.
- 17 marca – otwarto pierwszą w Finlandii linię kolejową Helsinki-Hämeenlinna.
- 26–28 marca – wojna secesyjna: wygrana wojsk Unii w bitwie pod Glorieta Pass.
- 5 kwietnia – wojna secesyjna: wojska Unii rozpoczęły oblężenie Yorktown.
- 6-7 kwietnia – wojna secesyjna: bitwa pod Shiloh, zakończona zwycięstwem Unii.
- 7 kwietnia – amerykański astronom Horace Parnell Tuttle odkrył planetoidę (73) Klytia.
- 12 kwietnia – wojna secesyjna: w Georgii miał miejsce udany pościg konfederatów za lokomotywą uprowadzoną przez dywersantów Unii.
- 20 kwietnia – Ludwik Pasteur i Claude Bernard przeprowadzili pierwszy udany test pasteryzacji.
- 27 kwietnia – wojna secesyjna: okręty Unii wpłynęły przez deltę na Missisipi do Nowego Orleanu.
- 29 kwietnia – wojna secesyjna: rozpoczęła się bitwa pod Corinth.
- 4 maja – wojna secesyjna: zakończyła się nierozstrzygnięta bitwa pod Yorktown.
- 5 maja:
  - francuska interwencja w Meksyku: wojska meksykańskie pokonały francuski korpus ekspedycyjny w bitwie o Puebla.
  - wojna secesyjna: nierozstrzygnięta bitwa o Williamsburg.
- 7 maja – wojna secesyjna: nierozstrzygnięta bitwa pod Eltham’s Landing.
- 8 maja – wojna secesyjna: zwycięstwo konfederatów w bitwie pod McDowell.
- 11 maja – wojna secesyjna: został samozatopiony okręt pancerny konfederatów CSS „Virginia”.
- 15 maja – wojna secesyjna: zwycięstwo konfederatów w bitwie pod Drewry’s Bluff.
- 20 maja – wojna secesyjna: Kongres Unii przyjął ustawę o osadnictwie (Homestead Act), która miała przyciągnąć ochotników do walki po jej stronie.
- 23 maja – wojna secesyjna: zwycięstwo konfederatów w bitwie pod Front Royal.
- 24 maja – powstała masońska Wielka Loża Chile.
- 27 maja – wojna secesyjna: zwycięstwo wojsk Unii w bitwie pod Hanover Court House.
- 31 maja–1 czerwca – wojna secesyjna: nierozstrzygnięta bitwa pod Seven Pines (bitwa pod Fair Oaks).
- 5 czerwca – Wietnam i Francja podpisały w Sajgonie traktat przyznający stronie francuskiej 3 prowincje leżące w Kochinchinie.
- 6 czerwca – wojna secesyjna: zwycięstwo floty Unii w bitwie pod Memphis.
- 7-8 czerwca – wojna secesyjna: I bitwa pod Chattanoogą, zakończona zwycięstwem Unii.
- 8 czerwca – Pius IX kanonizował męczenników japońskich, zamordowanych 5 lutego 1597 w Nagasaki.
- 9 czerwca – wojna secesyjna: zwycięstwo konfederatów w bitwie pod Port Republic.
- 17 czerwca – wojna secesyjna: rozpoczęła się bitwa pod Middleburgiem w Wirginii.
- 19 czerwca – w Genewie wyjechał na ulice pierwszy tramwaj konny.
- 20 czerwca – zginął w zamachu premier Rumunii Barbu Catargiu.
- 25 czerwca – wojna secesyjna: rozpoczęła się bitwa siedmiodniowa.
- 1 lipca – wojna secesyjna: zakończyła się bitwa siedmiodniowa.
- 16 lipca – odkryto kometę Swifta-Tuttle’a.
- 5 sierpnia – na świat przychodzi Czcigodny Sługa Boży o. Melchior Józef Fordon.
- 18 sierpnia – powstanie Dakotów w Minnesocie: Dakotowie rozbili amerykański oddział w bitwie przy przeprawie Redwood.
- 22 sierpnia – powstanie Dakotów w Minnesocie: zwycięstwo Amerykanów w bitwie o Fort Ridgely.
- 24 sierpnia – Giuseppe Garibaldi rozpoczął marsz na Rzym.
- 28-30 sierpnia – wojna secesyjna: II bitwa nad Bull Run, zakończona zwycięstwem Konfederacji.
- 1 września – wojna secesyjna: nierozstrzygnięta bitwa pod Chantilly.
- 2 września – powstanie Dakotów w Minnesocie: porażka wojsk amerykańskich w bitwie pod Birch Coulee.
- 14 września – „incydent w Namamugi”: napaść samurajów na grupę brytyjskich podróżnych; zdarzenie to zostało opisane przez Jamesa Clavella w powieści Gai-Jin.
- 15 września – wojna secesyjna: zwycięstwo Konfederatów w bitwie o Harpers Ferry.
- 17 września – wojna secesyjna: bitwa nad Antietam, zakończona zwycięstwem Unii.
- 22 września – Abraham Lincoln ogłosił proklamację emancypacyjną (obowiązującą od 1 stycznia 1863).
- 23 września:
  - król Wilhelm powołał Ottona von Bismarcka na premiera Prus.
  - wojska USA odniosły decydujące zwycięstwo w bitwie nad Wood Lake podczas wojny z Dakotami.
  - Lew Tołstoj ożenił się z Zofią Bers.
- 4 października – wojna secesyjna: zwycięstwo wojsk Unii w II bitwie pod Corinth.
- 8 października – wojna secesyjna: bitwa pod Perryville.
- 21 października – niemiecki astronom Heinrich Louis d’Arrest odkrył planetoidę (76) Freia
- 5 listopada:
  - wojna secesyjna: Abraham Lincoln usunął po raz drugi i ostatecznie ze stanowiska dowódcy armii unionistów George’a McClellana.
  - w Minnesocie ponad 300 Siuksów zostało osądzonych i skazanych na powieszenie za napady i mordowanie osadników.
- 7 grudnia – wojna secesyjna: zwycięstwo wojsk Unii w bitwie pod Prairie Grove.
- 11 grudnia – wojna secesyjna: rozpoczęła się I bitwa pod Fredericksburgiem.
- 12 grudnia – wojna secesyjna: na rzece Yazoo zatonęła na minie kanonierka rzeczna USS „Cairo”, należąca do floty Unii.
- 15 grudnia:
  - uruchomienie pierwszej na Białorusi linii kolejowej, fragmentu kolei warszawsko-petersburskiej.
  - wojna secesyjna: zwycięstwo konfederatów w I bitwie pod Fredericksburgiem.
- 26 grudnia – w Mankato (Minnesota) dokonano egzekucji 38 Santee Dakotów, skazanych na śmierć za udział w powstaniu Małej Wrony.

- Japoński siogun Iemochi Tokugawa, wysyła pierwszych dyplomatów (pełnomocni ministrowie) do państw europejskich, nie tworząc jednak żadnej ambasady.
- Pierwsze demokratyczne wybory do zgromadzeń okręgowych (Grenlandia).
- Szwajcarski zegarmistrz, Adolphe Nicole skonstruował stoper.

## Urodzili się
- 2 stycznia – Michał Doliwo-Dobrowolski, rosyjski elektrotechnik, elektryk i wynalazca pochodzenia polskiego (zm. 1919)
- 8 stycznia – Stefan Łaszewski, polski prawnik, sędzia, działacz niepodległościowy, polityk, wojewoda pomorski (zm. 1924)
- 10 stycznia – Reed Smoot, amerykański polityk, senator ze stanu Utah (zm. 1941)
- 16 stycznia – Marceli Gosławski, polski generał brygady (zm. 1934)
- 23 stycznia:
  - David Hilbert, niemiecki matematyk (zm. 1943)
  - Ovington Eugene Weller, amerykański, polityk, senator ze stanu Maryland (zm. 1947)
- 26 stycznia – Anna Simon, niemiecka polityk (zm. po 1924)
- 3 lutego – Józef Londzin, polski duchowny katolicki, działacz narodowy, historyk, bibliograf, polityk, senator RP (zm. 1929)
- 5 lutego – Aleksander Kakowski, kardynał, arcybiskup metropolita warszawski, członek Rady Regencyjnej (zm. 1938)
- 14 lutego - Agnes Pockels, niemiecka fizykochemik-samouk (zm. 1935)
- 25 lutego – Stanisław Głąbiński, polski prawnik, polityk i publicysta (zm. 1941)
- 5 marca – Siegbert Tarrasch, niemiecki szachista (zm. 1934)
- 6 marca – Andreas Thiel, niemiecki duchowny katolicki, biskup warmiński (zm. 1908)
- 12 marca:
  - Franciszek Blechert, generał major (zm. 1921)
  - Wilhelm Forsberg, szwedzki żeglarz, olimpijczyk (zm. 1939)
- 17 marca – Silvio Gesell, niemiecki ekonomista, teoretyk „Naturalnego Porządku Ekonomicznego” (zm. 1930)
- 23 marca – Bolesław Markowski, polski prawnik, ekonomista, polityk (zm. 1936)
- 28 marca – Aristide Briand, francuski polityk, wielokrotny premier Francji (zm. 1932)
- 29 marca – Viktor Greschik, spiskoniemiecki botanik i historyk (zm. 1946)
- 30 marca – Joanna María Condesa Lluch, hiszpańska zakonnica, błogosławiona katolicka (zm. 1916)
- 31 marca – Claude Swanson, amerykański prawnik, polityk, senator ze stanu Wirginia (zm. 1939)
- 5 kwietnia – Ignacy Wróbel, polski urzędnik kolejowy, polityk (zm. 1941)
- 11 kwietnia:
  - William Wallace Campbell, amerykański astronom (zm. 1938)
  - Aleksander Miller, rosyjski polityk, prezydent Warszawy (zm. 1923)
- 28 kwietnia – William Norton, walijski rugbysta (zm. 1898)
- 15 maja – Arthur Schnitzler, austriacki prozaik, dramaturg i lekarz (zm. 1931)
- 16 maja – Helena Janina Pajzderska, polska pisarka, poetka, tłumaczka (zm. 1927)
- 17 maja - Agnes Sorma, niemiecka aktorka (zm. 1927)
- 27 maja – Feliksa Kozłowska, założycielka mariawityzmu (zm. 1921)
- 28 maja
  - Edward Treacher Collins, angielski chirurg i okulista (zm. 1932)
  - Henry Slocum, amerykański tenisista, zwycięzca mistrzostw USA (zm. 1949)
- 25 czerwca – Władysław Sujkowski, inżynier technolog, oficer Legionów Polskich i Wojska Polskiego, przywódca Republiki Sławkowskiej (zm. 1935)
- 1 lipca – Ernest Greene, irlandzki rugbysta (zm. 1937)
- 3 lipca – Bolesława Lament, polska zakonnica, założycielka Misjonarek Świętej Rodziny, błogosławiona katolicka (zm. 1946)
- 5 lipca – Jakub Gąsienica Wawrytko, przewodnik tatrzański i ratownik górski (zm. 1950)
- 30 lipca – William Tatham, angielski rugbysta (zm. 1938)
- 31 lipca – Alan Rotherham, angielski rugbysta (zm. 1898)
- 7 sierpnia – Aleksander Orłowski, polski muzyk, działacz plebiscytowy (zm. 1932)
- 22 sierpnia – Claude Debussy, francuski pianista i kompozytor (zm. 1918)
- 23 sierpnia – Jan Kotrč, czeski szachista, kompozytor szachowy i publicysta (zm. 1943)
- 24 sierpnia – Zonia Baber, amerykańska geografka i geolożka (zm. 1956)
- 29 sierpnia – Andrew Fisher, australijski polityk, premier Australii (zm. 1928)
- 14 września – Wilfred Bolton, angielski rugbysta (zm. 1930)
- 16 września – James Veitch, szkocki rugbysta (zm. 1917)
- 18 września – Maria Teresa, arcyksiężniczka austriacka, księżniczka toskańska (zm. 1933)
- 19 września - Adeline De Walt Reynolds, amerykańska aktorka (zm. 1961)
- 21 września – Eduard Sochor, czeski inżynier architekt (zm. 1947)
- 29 września – Salwator Damian Enguix Garés, hiszpański działacz Akcji Katolickiej, męczennik, błogosławiony katolicki (zm. 1936)
- 3 października:
  - David McFarlan, szkocki rugbysta (zm. 1940)
  - Ludwik Tunkel, śląski duchowny katolicki, działacz społeczny (zm. 1941)
- 4 października – Johanna van Gogh-Bonger, holenderska nauczycielka, pamiętnikarka (zm. 1925)
- 9 października – John Tod, szkocki rugbysta (zm. 1935)
- 12 października:
  - Theodor Boveri, niemiecki biolog (zm. 1915)
  - Salwator Estrugo Solves, hiszpański duchowny katolicki, męczennik, błogosławiony (zm. 1936)
  - Anatol Nowak, polski duchowny katolicki, biskup pomocniczy krakowski i biskup przemyski (zm. 1933)
- 13 października – Mary Kingsley, angielska pisarka (zm. 1900)
- 19 października – August Marie Louis Lumière, francuski wynalazca, jeden z pionierów kinematografii (zm. 1954)
- 12 listopada – Maria Dominika Mantovani, włoska zakonnica, współzałożycielka Małych Sióstr Świętej Rodziny, błogosławiona katolicka (zm. 1934)
- 22 listopada – Charles Sample, angielski rugbysta (zm. 1938)
- 25 listopada – Ethelbert Nevin, amerykański pianista i kompozytor (zm. 1901)
- 28 listopada – Maria Antonina, infantka portugalska, księżna Parmy (zm. 1959)
- 1 grudnia – Ludomir Janowski, polski malarz portrecista (zm. 1939)
- 24 grudnia - Alma del Banco, niemiecka malarka i graficzka (zm. 1943)
- 28 grudnia – Maurycy Pius Rudzki, polski astronom, geofizyk, profesor Uniwersytetu Jagiellońskiego (zm. 1916)
- data dzienna nieznana: 
  - Edmund Cięglewicz, dziennikarz krakowski, tłumacz autorów starożytnych (zm. 1928)
  - Shun’ichi Shimamura, japoński lekarz (zm. 1923)
  - Tomasz Nocznicki (ur. 20 lub 28 grudnia), działacz ruchu ludowego, współzałożyciel „Zarania”, minister, poseł i senator (zm. 1944)

## Zmarli
- 6 stycznia – Hiacynt Łobarzewski, polski botanik, profesor Uniwersytetu Lwowskiego, badacz flory Karpat (ur. 1814)
- 9 stycznia – Paulina Jaricot, francuska Czcigodna Służebnica Boża, założycielka Żywego Różanca, tercjarka dominikańska (ur. 1799)
- 10 stycznia – Samuel Colt, amerykański wynalazca i konstruktor broni palnej (ur. 1814)
- 18 stycznia – John Tyler, dziesiąty prezydent USA (ur. 1790)
- 27 stycznia – Paweł Józef Nardini, niemiecki ksiądz, błogosławiony katolicki (ur. 1821)
- 3 lutego – Jean-Baptiste Biot, francuski fizyk, matematyk, geodeta i astronom (ur. 1774)
- 18 lutego
  - Jan Zhang Tianshen, chiński męczennik, święty katolicki (ur. 1805)
  - Marcin Wu Xuesheng, chiński męczennik, święty katolicki (ur. 1817)
  - Jan Chen Xianheng, chiński męczennik, święty katolicki (ur. 1820)
  - Jan Neel, francuski misjonarz, męczennik, święty katolicki (ur. 1832)
- 19 lutego – Łucja Yi Zhenmei, chińska męczennica, święta katolicka (ur. 1815)
- 27 lutego – Gabriel Possenti, włoski pasjonista, święty katolicki (ur. 1838)
- 3 marca – Adam Jasiński, polski duchowny katolicki, biskup przemyski (ur. 1812)
- 22 maja – Wawrzyniec Ngôn, wietnamski męczennik, święty katolicki (ur. ok. 1840)
- 25 maja – Johann Nepomuk Nestroy, austriacki aktor, pisarz i śpiewak operowy (ur. 1801)
- 1 czerwca – Józef Túc, wietnamski męczennik, święty katolicki (ur. ok. 1843)
- 2 czerwca – Dominik Ninh, wietnamski męczennik, święty katolicki (ur. ok. 1835 lub 1841)
- 3 czerwca – Paweł Vũ Văn Dương, wietnamski męczennik, święty katolicki (ur. ok. 1792)
- 5 czerwca
  - Dominik Toại, wietnamski męczennik, święty katolicki (ur. 1811 lub 1812)
  - Dominik Huyện, wietnamski męczennik, święty katolicki (ur. ok. 1817)
- 6 czerwca
  - Piotr Đinh Văn Dũng, wietnamski męczennik, święty katolicki (ur. ok. 1800)
  - Piotr Đinh Văn Thuần, wietnamski męczennik, święty katolicki (ur. ok. 1802)
  - Wincenty Dương, wietnamski męczennik, święty katolicki (ur. ok. 1821)
- 7 czerwca – Józef Trần Văn Tuấn, wietnamski męczennik, święty katolicki (ur. ok. 1824)
- 16 czerwca
  - Dominik Nguyên, wietnamski męczennik, święty katolicki (ur. ok. 1802)
  - Dominik Nhi, wietnamski męczennik, święty katolicki (ur. ok. 1812)
  - Andrzej Tường, wietnamski męczennik, święty katolicki (ur. ok. 1812)
  - Wincenty Tường, wietnamski męczennik, święty katolicki (ur. ok. 1814)
  - Dominik Nguyễn Đức Mạo, wietnamski męczennik, święty katolicki (ur. ok. 1818)
- 17 czerwca – Piotr Đa, wietnamski męczennik, święty katolicki (ur. ok. 1802)
- 20 czerwca – Wincenty Darowski, polski działacz polityczny i gospodarczy
- 13 sierpnia – Benild Romançon, francuski lasalianin, święty katolicki (ur. 1805)
- 22 września – Frederick Townsend Ward, amerykański żołnierz, awanturnik (ur. 1831)
- 24 września – Antoni Marcin Slomšek, słoweński biskup, błogosławiony katolicki (ur. 1800)
- 13 listopada – Ludwig Uhland, niemiecki pisarz, literaturoznawca, prawnik i polityk (ur. 1787)

## Święta ruchome
- Tłusty czwartek: 27 lutego
- Ostatki: 4 marca
- Popielec: 5 marca
- Niedziela Palmowa: 13 kwietnia
- Wielki Czwartek: 17 kwietnia
- Wielki Piątek: 18 kwietnia
- Wielka Sobota: 19 kwietnia
- Wielkanoc: 20 kwietnia
- Poniedziałek Wielkanocny: 21 kwietnia
- Wniebowstąpienie Pańskie: 29 maja
- Zesłanie Ducha Świętego: 8 czerwca
- Boże Ciało: 19 czerwca